# Stylops alfkeni
Stylops alfkeni  (лат.) — вид веерокрылых насекомых рода Stylops из семейства Stylopidae. Европа: Германия.
Паразиты пчёл вида Andrena similis Smith (Andrena, Andrenidae). Лапки самцов 4-члениковые, усики 6-члениковые с боковыми отростками. Голова поперечная. Обладают резким половым диморфизмом: самцы крылатые (2 пары узких крыльев: передние маленькие и узкие, задние широкие), самки бескрылые червеобразные эндопаразиты.
Вид был впервые описан в 1939 году австрийским энтомологом профессором Карлом Хофенедером (Dr. Hofeneder Karl; 1878—1951).
В одной из новых работ по роду Stylops  в ходе анализа ДНК авторами (Straka et al., 2015) рассматривается в качестве предположительного синонима вида ?=Stylops thwaitesi Perkins, 1918 (в статусе «Supposed new junior subjective synonym», что на 2018 год не подтверждено соответствующими профильными базами данных, например, Eol.org и Strepsiptera database).